# Fondation Pierre-Gianadda
Pour les articles homonymes, voir Gianadda.
 (décembre 2017).

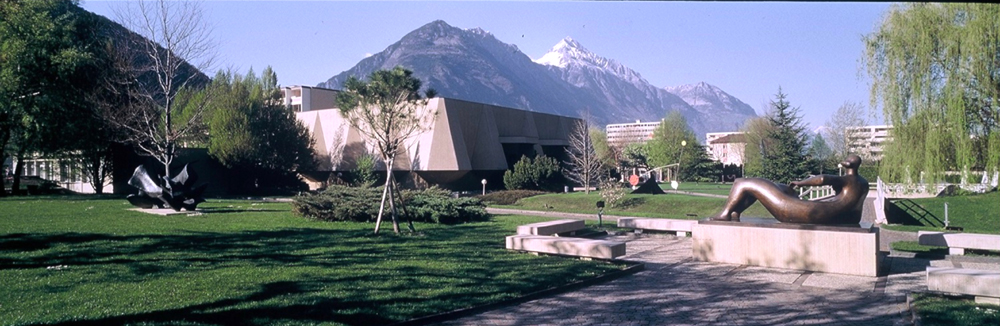
Les jardins et ses statues, le bâtiment du musée de la Fondation.

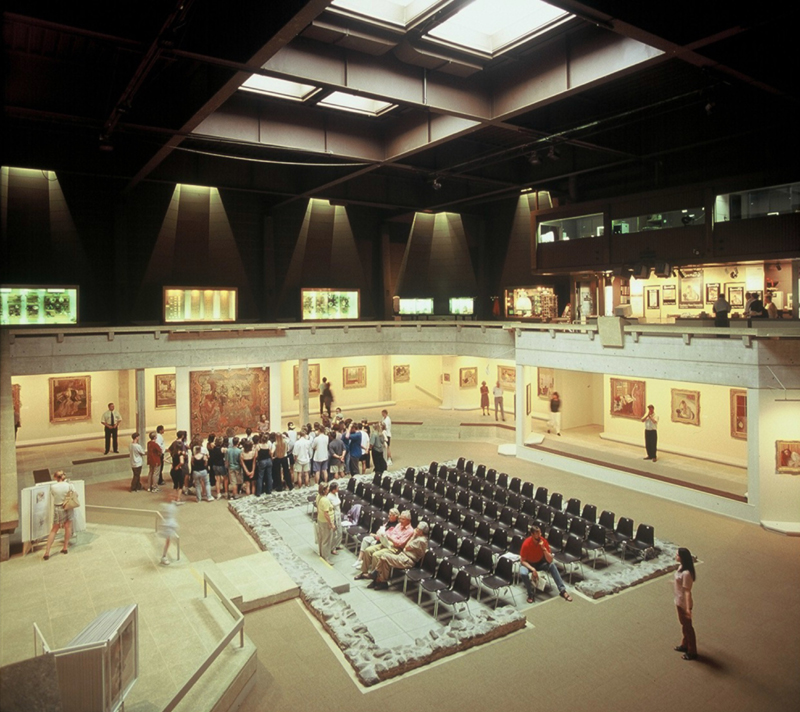
L'intérieur du bâtiment du musée de la Fondation.

La Fondation Pierre-Gianadda est un site d'exposition d'art privé ouvert au public, situé à Martigny dans le canton du Valais en Suisse.

## Histoire
La fondation emploie près de soixante salariés pour un budget annuel de huit millions de francs suisses, dans lequel le mécénat entre pour un quart et les subventions publiques pour 2 %.
En 1976, à la mort accidentelle de Pierre Gianadda, son frère Léonard (1935-2023), fait construire à sa mémoire, sur l'emplacement d'un temple celte qui vient d'être mis au jour, un grand bâtiment aveugle en béton, posé au-dessus du temple. Il peut recevoir des expositions sur les côtés et des concerts au centre. Il n'a pas été modifié depuis. Des agrandissements souterrains ont été ménagés pour accueillir une collection d'automobiles anciennes, tandis que le Pavillon Szafran abrite un large ensemble d'œuvres du peintre éponyme.
En 1978, la première exposition, avec des tableaux inconnus d'Albrecht Dürer, Rembrandt, Pierre Paul Rubens et peut-être Pablo Picasso suscite un scandale, l'origine frauduleuse des tableaux étant découverte, à cause d'un antiquaire douteux. Léonard Gianadda, qui débute dans le milieu de l'art, s'est laissé abuser. Il recrute ensuite le critique d'art André Kuenzi et organise avec lui des expositions sur Picasso et Paul Klee. La fondation gagne alors en réputation.
Deux expositions par an permettent désormais de découvrir des œuvres issues de collections publiques et privées, rarement exposées au grand public.
La Fondation abrite également une saison musicale avec de nombreux concerts où se produisent une dizaine de fois par an des solistes internationaux renommés. L'artiste lyrique Cecilia Bartoli y a ainsi donné vingt-trois récitals depuis l'an 2000.
Depuis son ouverture en 1978, la Fondation a accueilli plus de dix millions de visiteurs soit une moyenne quotidienne de 700 visiteurs, sept jours sur sept.
En mai 2024, à la suite du décès de Léonard Gianadda, son fils François prend la présidence de la Fondation.

## Bâtiment principal

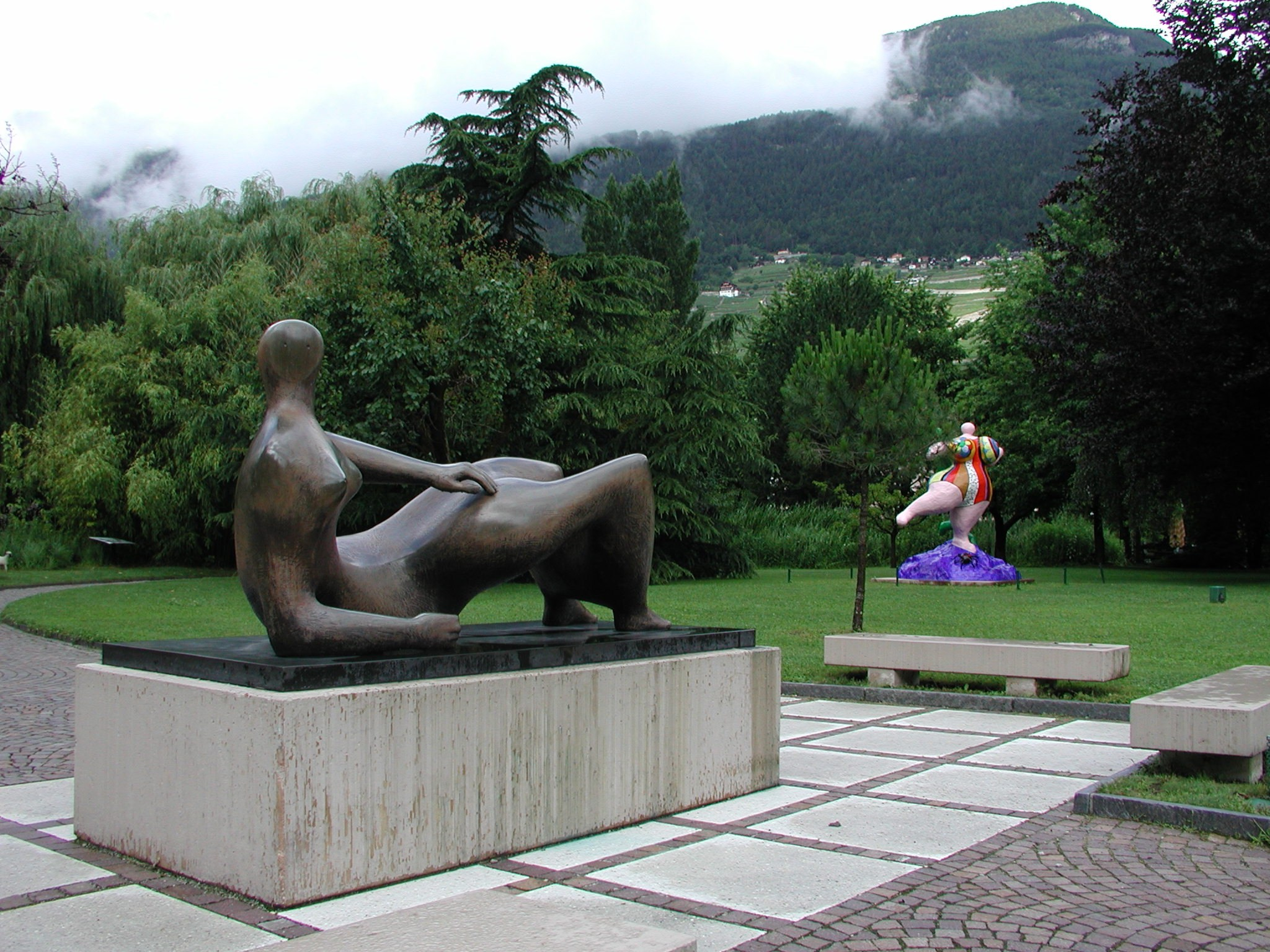
Sculptures dans le parc.

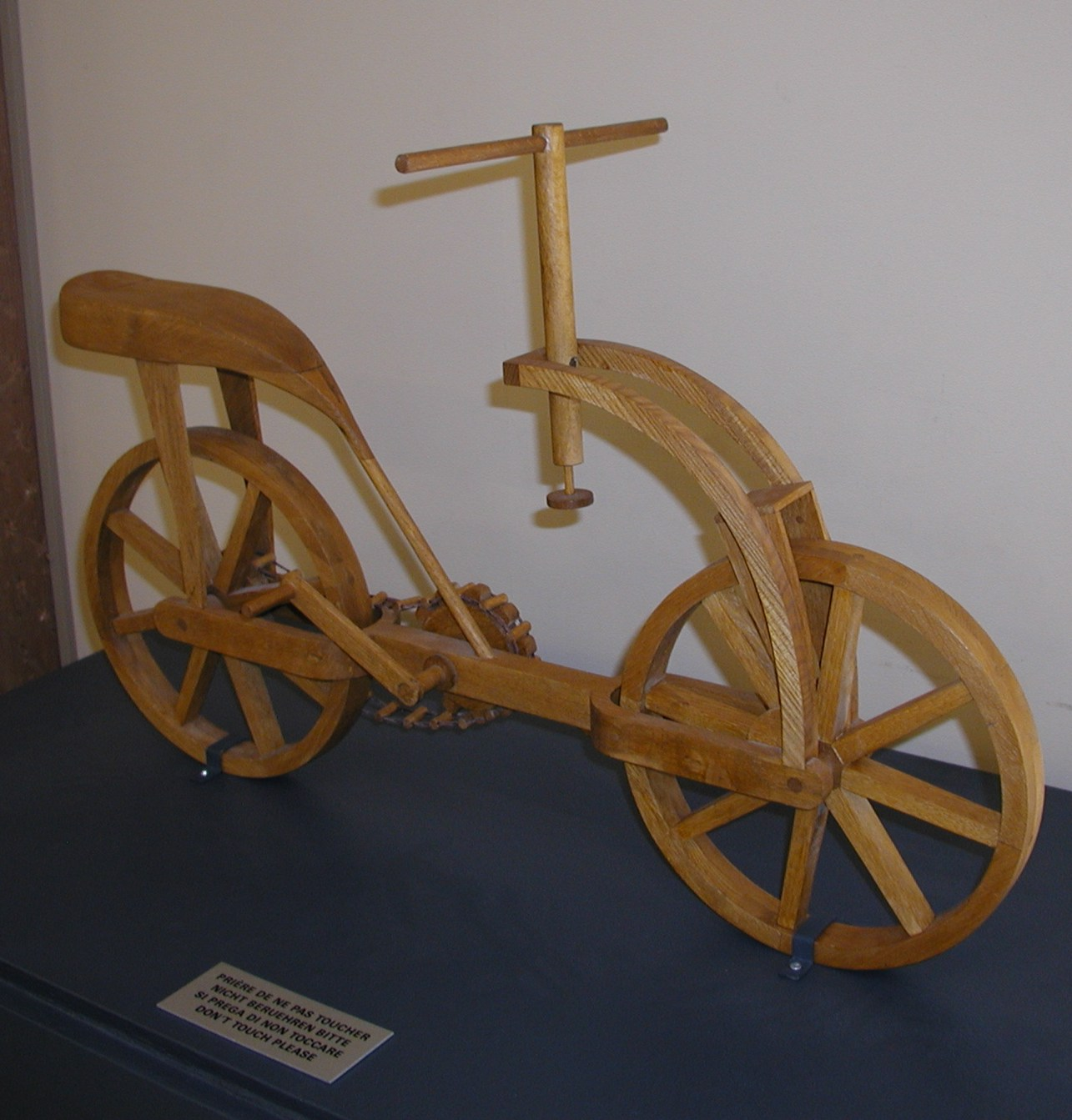
Exposition Leonard de Vinci, modèle créé selon une de ses esquisses.

Le bâtiment s'ouvre sur une banque d'accueil donnant sur le hall principal d'expositions. Il abrite en particulier deux expositions permanentes : au niveau de l'accueil : un musée archéologique sur les fouilles dans la ville attestant du passé gallo-romain de la cité antique valaisanne. Au sous-sol : une impressionnante collection de 50 voitures des principales marques européennes des années 1890-1940, dont plusieurs rares modèles de constructeurs automobiles suisses, qui en font le plus important ensemble consacré à l'automobile dans le pays.
La grande salle du bâtiment central est destinée aux expositions temporaires venant de collections publiques et privées et à des concerts.
Non loin de la fondation, le tepidarium des thermes voisins a été récemment mis au jour et aménagé après restauration, introduit par un « chemin de la gloire », où sont immortalisées sur des plaques de bronze au sol les empreintes de mains de visiteurs célèbres et les signatures d'artistes ayant été présentés en expositions.

## Expositions permanentes
- Musée gallo-romain.
- Musée de l'automobile : cinquante véhicules anciens datant de 1897 à 1939.
- Léonard de Vinci - L'inventeur au Vieil Arsenal de la Fondation.

## Parc de sculptures en plein air
Les jardins présentent un des ensembles publics de sculptures les plus importants d'Europe avec des œuvres majeures d'artistes internationaux du XXe siècle.
- Carl Angst
- Arman
- Jean Arp
- Max Bill
- Antoine Bourdelle
- Constantin Brâncuși
- Pol Bury
- Alexander Calder
- César
- Marc Chagall
- Eduardo Chillida
- Roland Cognet
- Alois Dubach
- Jean Dubuffet
- Elisheva Engel
- Hans Erni
- Max Ernst
- Robert Indiana
- Jean-Robert Ipousteguy
- Willem de Kooning
- Claude Lalanne
- François-Xavier Lalanne
- Henri Laurens
- Aristide Maillol
- Marino Marini
- Etienne Martin
- Joan Miró
- Henry Moore
- Alicia Penalba
- Antoine Poncet
- Jean-Pierre Raynaud
- Auguste Renoir / Richard Guino
- Germaine Richier
- Auguste Rodin
- Albert Rouiller
- Niki de Saint Phalle
- George Segal
- François Stahly
- Hugo Suter (de)
- Sam Szafran
- Antoni Tapiès
- André Tommasini
- Bernar Venet

## Principales expositions et publications

### Depuis 2020
2025
- Francis Bacon, Présence humaine, en collaboration avec le National Portrait Gallery de Londres; 14 février au 8 juin 2025

2023-2024
- Les Années Fauves, En collaboration avec le Musée d'Art moderne de Paris, 7 juillet 2023 au 21 janvier 2024

2023
- Turner, The Sun Is God; 3 mars au 25 juin 2023
- Michel Darbellay, Le spectacle de la nature; 3 mars au 25 juin 2023

2022-2023
- Henri Cartier-Bresson et la Fondation Pierre Gianadda, 10 juin 2022 au 21 février 2023

2021-2022
- Jean Dubuffet rétrospective, 3 décembre 2021 - 6 juin 2022
- Michel Darbellay photographe, 18 juin 2021 - 6 juin 2022

2021
- Gustave Caillebotte impressionniste et moderne, par Daniel Marchesseau (dir.) et al., 18 juin - 21 novembre 2021

2020-2023
- Sam Szafran dans les collections de la Fondation, 14 décembre 2020 au 25 juin 2023

2020-2021
- Michel Darbellay photographe par Sophia Cantinotti et Jean-Henry Papilloud

### Entre 2010 et 2019
2018-2019
- Soulages-une rétrospective par Bernard Blistène (dir.) et al., 15 juin 2018 - 13 janvier 2019

2017-2018
- Toulouse-Lautrec à la Belle Époque - French Cancans - une collection privée, par Daniel Marchesseau (dir.) et al., 1er décembre 2017 - 10 juin 2018

2017
- Cézanne, Le Chant de la terre, par Daniel Marchesseau (dir.) et al., 16 juin - 19 novembre
- Hodler, Monet, Munch, par Philippe Dagen, 4 février - 11 juin

2016
- Picasso, L’œuvre ultime. Hommage à Jacqueline, par Jean-Louis Prat, juin - novembre
- Zao Wou-Ki, par Daniel Marchesseau et al., décembre 2015 - juin 2016

2015
- Léonard Gianadda, 80 ans d'histoires à partager, par Sophia Cantinotti et Jean-Henry Papilloud
- Matisse en son temps, en collaboration avec le Centre Pompidou Paris et les Collections suisses, par Cécile Debray
- Anker, Hodler, Vallotton… Chefs-d’œuvre de la Fondation pour l’art, la culture et l’histoire, par Matthias Frehner (de) et al.

2014
- Jean-Claude Hesselbarth, par Nicolas Raboud
- Les Vitraux des chapelles de Martigny, Hans Erni à la chapelle protestante et Kim En Joong à la Chapelle de La Bâtiaz, publication par Sophia Cantinotti et Jean-Henry Papilloud
- Revoir Renoir, par Daniel Marchesseau (dir.) et al. juin - novembre 2014
- Sculptures en lumière, photographies par Michel Darbellay des sculptures du parc de la fondation, par Jean-Henry Papilloud et Sophia Cantinotti, juin - novembre 2014
- La Beauté du corps dans l'Antiquité grecque, en collaboration avec le British Museum de Londres, par Ian Jenkins

2013
- Méditerranée - Photographies de Léonard Gianadda (1952-1960), par Jean-Henry Papilloud et Sophia Cantinotti
- Modigliani et l'École de Paris, en collaboration avec le Centre Pompidou et les Collections suisses, par Catherine Grenier et al.
- Sam Szafran-Cinquante ans de peinture, par Daniel Marchesseau et al.

2012
- Marcel Imsand et la fondation-photographies, par Jean-Henry Papilloud et Sophia Cantinotti
- Portraits-Collection du Centre Pompidou, par Jean-Michel Bouhours
- Portraits-Rencontres-Photographies des années 1950 de Léonard Gianadda, par Jean-Henry Papilloud
- Van Gogh, Picasso, Kandinsky…Collection Werner Merzbacher-Le Mythe de la couleur, par Jean-Louis Prat
- Ernest Biéler, Réalité rêvée, par Matthias Frehner

2011
- Monet au Musée Marmottan et dans les Collections suisses, complétée par: Estampes japonaises de la collection du peintre (Fondation Claude Monet, Giverny), par Daniel Marchesseau (dir.) et al.
- Maurice Béjart, Photographies de Marcel Imsand, par Jean-Henry Papilloud
- De Renoir à Sam Szafran-Parcours d'un collectionneur, par Marina Ferretti-Bocquillon

2010
- Nicolas de Staël-1945-1955, par Jean-Louis Prat
- Images saintes, Maître Denis, Andrei Roublev et les autres, Galerie Tretiakov, Moscou, par Nadejda Bekeneva
- Léonard Gianadda-Moscou 1957, photographies, par Jean-Henry Papilloud
- Les gravures du Grand-Saint-Bernard et sa région, par Frédéric Künzi (publication)

### Entre 2000 et 2009
2009
- Musée Pouchkine, Moscou-De Courbet à Picasso, par Irina Antonova
- Rodin érotique, par Dominique Viéville

2008
- Balthus : 100e anniversaire, par Jean Clair et Dominique Radrizzani
- Offrandes aux Dieux d’Égypte, par Marsha Hill
- Hans Erni-100e anniversaire, par Jacques Dominique Rouiller
- Léonard Gianadda, la Sculpture et la Fondation, par Daniel Marchesseau (publication)
- Martigny la romaine, par François Wiblé (publication)

2007
- Marc Chagall-Entre Ciel et Terre, par Ekaterina L. Selezneva
- Pablo Picasso-Picasso et le cirque, par Maria Teresa Ocana et Dominique Dupuis-Labbé
- Albert Chavaz-100e anniversaire, par Jacques Dominique Rouiller

2006
- Édouard Vallet-L'art d'un regard, par Jacques Dominique Rouiller
- The Metropolitan Museum of Art, New York - Chefs-d'œuvre de la peinture européenne, par Katharine Baetjer
- Claudel et Rodin - La rencontre de deux destins, par Antoinette Le Normand-Romain

2005
- Henri Cartier-Bresson-La Donation Sam, Lilette et Sébastien Szafran, par Daniel Marchesseau et al.
- Luigi le berger, photographies de Marcel Imsand, par Jean-Henry Papilloud
- La Peinture française au Musée Pouchkine de Moscou, par Irina Antonova
- Félix Vallotton-Les couchers de soleil, par Rudolf Koella

2004
- Jean Fautrier, par Daniel Marchesseau et al.
- Les Trésors du Monastère Sainte-Catherine du Sinaï, par Helen C. Evans
- Chefs-d’œuvre de la Phillips Collection, Washington, par Jay Gates
- Albert Anker, par Thérèse Bhattacharya-Stettler
- La Cour Chagall, par Daniel Marchesseau (publication)
- Le Musée de l'automobile, par Ernest Schmied (publication)

2003
- Paul Signac, par Françoise Cachin et Marina Ferretti Boquillon
- De Picasso à Barceló - Les artistes espagnols, par Maria Antonia de Castro
- Fondation Pierre Gianadda, collectif, Connaissance des arts, numéro spécial, no 199 (publication)

2002
- Jean Lecoultre, par Michel Thévoz
- Berthe Morisot, par Hugues Wilhelm et Sylvie Patry
- Kees Van Dongen, par Daniel Marchesseau

2001
- Marius Borgeaud ou la magie de l'instant, par Jacques Dominique Rouiller
- Picasso-Sous le soleil de Mithra, par Jean Clair
- Galerie Tretiakov, Moscou, Icônes russes. Les Saints, par Lidia I. Iovleva

2000
- Bonaparte, Bicentenaire du passage des Alpes, par Frédéric Künzi
- Van Gogh, par Ronald Pickvance (en)
- Kandinsky et la Russie[7], par Lidia Romachkova[8]

### Entre 1990 et 1999
1999
- Sam Szafran, par Jean Clair
- Pierre Bonnard, par Jean-Louis Prat
- Turner et les Alpes, par David Blayney Brown

1998
- Hans Erni-Rétrospective, par Andres Furger
- Paul Gauguin, par Ronald Pickvance
- Diego Rivera & Frida Kahlo, par Christina Burrus
- Collection Louis et Evelyn Franck, ouvrage collectif, (publication)

1997
- Icônes russes, Galerie Tretiakov, Moscou, par Ekaterina L. Selezneva
- Joan Miró, par Jean-Louis Prat
- Raoul Dufy, par Didier Schulmann

1996
- Edouard Manet, par Ronald Pickvance
- Suzanne Valadon, par Daniel Marchesseau

1995
- Michel Larionov - Nathalie Gontcharova, par Jessica Boissel
- Nicolas de Staël, par Jean-Louis Prat
- Egon Schiele, par Serge Sabarsky

1994
- De Matisse à Picasso-La Collection Jacques et Natasha Gelman, New York, par le Metropolitan Museum of Art, New York
- Rodin, dessins et aquarelles, par Claudie Judrin

1993
- Marie Laurencin, Cent œuvres du Musée Marie Laurencin, Japon, par Daniel Marchesseau
- Edgar Degas, par Ronald Pickvance  (ISBN 2-88443-027-X)
- Jean Dubuffet, par Daniel Marchesseau

1992
- Ben Nicholson, par Jeremie Lewisohn
- Georges Braque, par Jean-Louis Prat
- De Goya à Matisse-Estampes du Fonds Jacques Doucet, par Pierre Gassier

1991
- Calima-Colombie précolombienne, par Marie-Claude Morand
- Ferdinand Hodler, peintre de l'histoire suisse, par Jura Brüschweiler
- Sculpture suisse en plein air, par André Kuenzi, Annette Ferrari et Marcel Joray
- Chagall en Russie, par Christina Burrus

1990
- Camille Claudel, par Nicole Barbier
- Modigliani, par Daniel Marchesseau
- Fernando Botero, par Solange Auzias de Turenne
- Louis Soutter, par André Kuenzi

### Entre 1980 et 1989
1989
- Le Peintre et l'affiche, par Jean-Louis Capitaine
- Henry Moore, par David Mitchinson
- Hans Erni, Vie et mythologie, par Claude Richoz
- Julius Bissier, par André Kuenzi

1988
- Picasso linograveur
- Trésors du Musée d'art de São Paulo,

Ire partie de Raphaël à Corot, 
IIe partie de Manet à Picasso, par Ettore Samesasca
1987
- Paul Delvaux par Marcel Van Jole et Jacques Meuris
- Toulouse-Lautrec, par Pierre Gassier
- Serge Poliakoff, par Dora Vallier

1986
- Gaston Chaissac, par Christian Heck et Erwin Treu
- Gustav Klimt, par Serge Sabarsky (de)
- Egon Schiele, par Serge Sabarsky
- Alberto Giacometti, par Bruno Giacometti et André Kuenzi

1985
- Paul Klee, par André Kuenzi
- Bernard Cathelin, par Sylvio Acatos

1984
- Rodin, par Pierre Gassier

1983
- Ferdinand Hodler, élève de Ferdinand Sommer, par Jura Brüschweiler
- Manguin parmi les Fauves, par Pierre Gassier
- La Fondation Pierre Gianadda, par François Wiblé (publication)

1982
- Goya dans les collections suisses, par Pierre Gassier
- Art japonais dans les collections suisses, par Pierre Gassier

1981
- Pablo Picasso, estampes 1904-1972, par André Kuenzi

1980
- Paul Klee, par André Kuenzi